# 倉敷かさや農業協同組合
倉敷かさや農業協同組合（くらしきかさやのうぎょうきょうどうくみあい、通称JA倉敷かさや）は、岡山県倉敷市に本店を置いていた農業協同組合。
ATMでは、JAバンクのカードは稼働時間内の終日において、また三菱UFJ銀行のカードは平日のみにおいて、それぞれ自行扱いとなる。

## 業務区域
- 倉敷市（倉敷・児島の一部、水島）
- 笠岡市
- 小田郡矢掛町

## 拠点
- 本店（営農部・生活部以外）・西阿知支店
岡山県倉敷市西阿知町1040番地5
- 倉敷支店
岡山県倉敷市西中新田4番地1
- 幸町支店
岡山県倉敷市幸町7番13号
- 中洲支店
岡山県倉敷市水江1600番地
- 福田支店
岡山県倉敷市東塚4丁目17番45号
- 連島支店
岡山県倉敷市連島町西之浦512番地
- 児島駅前支店
岡山県倉敷市児島味野3丁目1番25号
- 笠岡支店
岡山県笠岡市笠岡5920番地
- 笠岡南支店
岡山県笠岡市大島中7281番地1
- 神内支店
岡山県笠岡市神島4140番地1
- 白石島支店
岡山県笠岡市白石島604番地
- 大井支店
岡山県笠岡市東大戸446番地1
- 今井支店
岡山県笠岡市今立2399番地
- 笠岡北支店
岡山県笠岡市山口1411番地1
- 本店（営農部・生活部）・矢掛支店
岡山県小田郡矢掛町小林17番地1
- 矢掛西支店
岡山県小田郡矢掛町本堀1080番地1

## 沿革
- 2003年1月1日 - 倉敷市農業協同組合（JA倉敷市）、倉敷南農業協同組合（JA倉敷南）、かさや農業協同組合（JAかさや）が合併し、倉敷かさや農業協同組合（JA倉敷かさや）となる。
- 2020年（令和2年）4月1日 - 県内8農協による晴れの国岡山農業協同組合への合併に参加し、消滅[1]。

## 脚註
1. ↑  「ＪＡ晴れの国岡山」発足　県内８ＪＡ合併、組合員数全国１位山陽新聞 2020年04月01日